# Shaka (notodontídeos)
Shaka (Arctiidae) é um gênero de traça pertencente à família Arctiidae.